# トニイ・ヒラーマン
トニイ・ヒラーマン（Tony Hillerman、1925年5月27日 - 2008年10月26日）は、アメリカ合衆国の推理作家、ノンフィクション作家。代表作はナバホ・ネイションの警察を主題としたシリーズ。複数の作品が映画化やテレビ映画化されている。処女作『祟り』はトニー・ヒラーマン表記。

## 経歴
オクラホマ州セイクリッドハートに生まれる。第二次世界大戦では第103歩兵師団で迫撃砲手として従軍し、その戦功によりシルバースター、ブロンズスター、パープルハート章などの勲章を受けている。
1948年から1962年までジャーナリストとして働き、修士号を取得。1966年から1987年まで、ニューメキシコ州アルバカーキのニューメキシコ大学でジャーナリズムの教鞭を取りながら、小説の執筆を始める。2008年に亡くなるまで、アルバカーキに妻と住み続けた。
ベストセラー作家であり、1996年にはニューメキシコ州の長者番付で第22位にランクインした。
著作は50冊近くに及び、代表作のナバホシリーズは18冊、南西部の美しさや歴史について書かれた回顧録なども含まれている。デンマーク語や日本語など8か国語に翻訳されている。

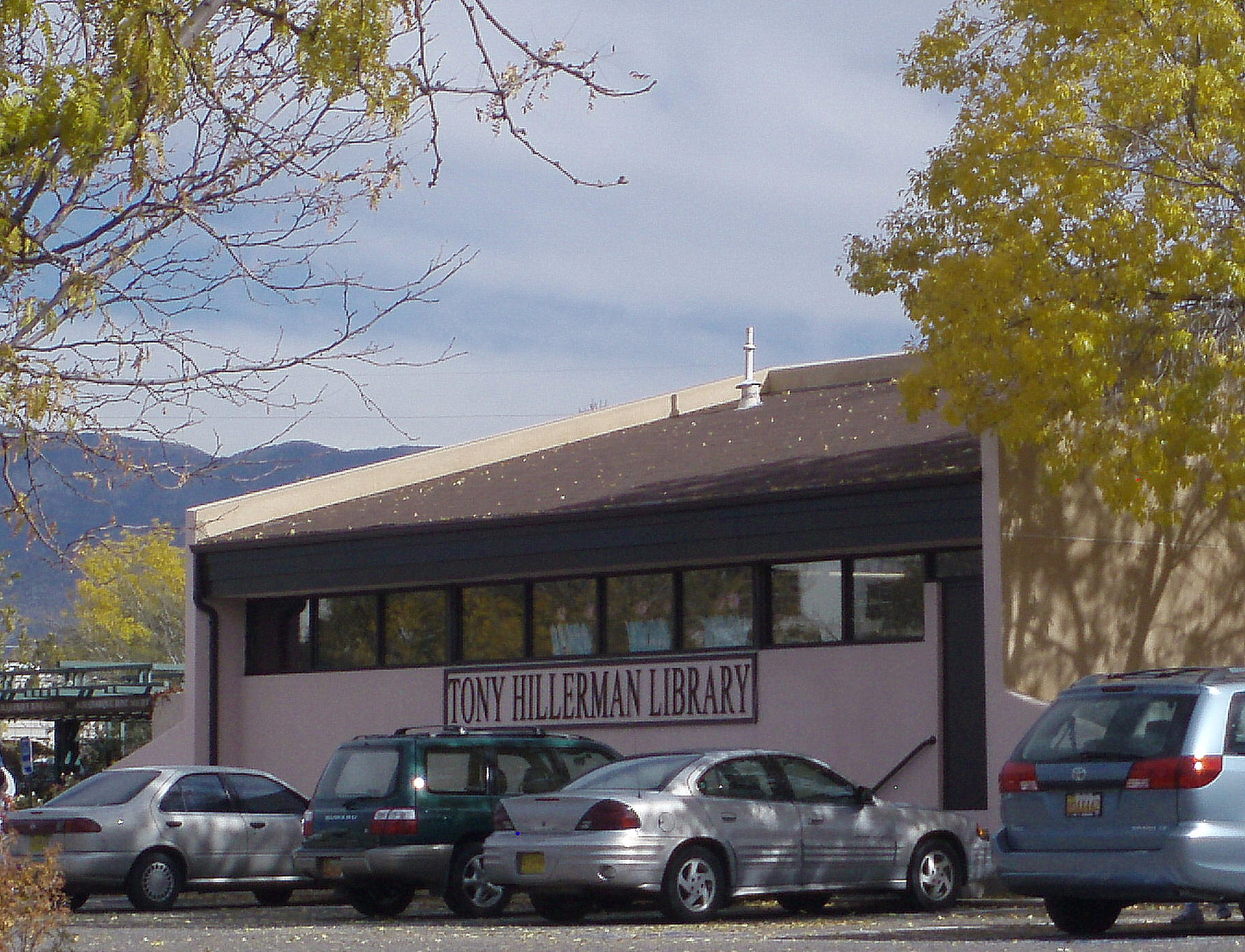
アルバカーキにあるトニイ・ヒラーマン図書館（ヒラーマンの名に因んで付けられた）

ホピ族、ズーニー族、ヨーロッパ系アメリカ人、ナバホ・ネイション警察などの文化を細部まで描く作品は注目されている。ノンフィクションでもフィクションでも南西部の自然の偉大さやその住民、特にナバホ族について正しい理解を得られるよう描かれている。
ヒラーマンの作品のうち、ミステリはフォー・コーナーズ（ニューメキシコ州、アリゾナ州、コロラド州、ユタ州の州境）を舞台としている。主人公はナバホ・ネイション警察のジョー・リープホーンとジム・チー。リープホーンは処女作『祟り』（原題：The Blessing Way ）で初登場した。第2作『死者の舞踏場』（原題：Dance Hall of the Dead ）は、アメリカ探偵作家クラブ (MWA) のエドガー賞 長編賞を受賞した。1991年にはMWAの巨匠賞を受賞したほか、『コヨーテは待つ』（原題：Coyote Waits ）でネロ・ウルフ賞とナバホ・ネイション・スペシャル・フレンズ・オブ・ディネ賞を受賞した。
初期の作品群は、イギリス生まれのオーストラリア人作家アーサー・アップフィールドのアボリジニを主題としたシリーズ作品から設定を借りていることを認めている。1928年から刊行されているアップフィールドの代表作のシリーズの主人公は、ヨーロッパとアボリジニのハーフのナポレオン・ボナパルト警部（通称：ボニー）で、部族の伝統に深い理解を持っている。彼の人となりはアップフィールド自身がオーストラリアの奥地にいた時に出会ったアボリジニのトラッカー・レオンという人物が基となっている。
2008年10月26日、呼吸不全によりアルバカーキにて83歳で死去した。
アルバカーキには、ヒラーマンに敬意を表して名づけられた「トニイ・ヒラーマン中学校」や「トニイ・ヒラーマン図書館」がある。

## リープホーン&チー シリーズのテーマ
ナバホシリーズには共通のテーマや要素が多く存在する。リープホーンやチーがナバホ族に対する態度にその多くが表れている。リープホーンは伝統に懐疑的なところがあるが、「呪術」について真剣に報告している。魔女は信じていないが、警官になりたての頃に「スキンウォーカー（動物の毛皮を着るとその動物に変身できるとする迷信）」を信仰する男が3人を殺害した事件を経験し、魔女信仰は問題であると考えている。

## 著書

### リープホーン&チー シリーズ
| #  | 邦題           | 原題                   | 刊行年 | 刊行年        | 訳者       | 出版社                                                                |
| -- | -------------- | ---------------------- | ------ | ------------- | ---------- | --------------------------------------------------------------------- |
| 1  | 祟り           | The Blessing Way       | 1970年 | 1971年        | 菊池光     | 角川書店〈角川文庫〉                                                  |
| 2  | 死者の舞踏場   | Dance Hall of the Dead | 1973年 | 1975年 1995年 | 小泉喜美子 | 早川書房〈ハヤカワ・ノヴェルズ〉 早川書房〈ミステリアス・プレス文庫〉 |
| 3  |                | Listening Woman        | 1978年 |               |            |                                                                       |
| 4  |                | People Of Darkness     | 1980年 |               |            |                                                                       |
| 5  | 黒い風         | The Dark Wind          | 1982年 | 1991年        | 大庭忠男   | ミステリアス・プレス文庫                                              |
| 6  |                | The Ghostway           | 1984年 |               |            |                                                                       |
| 7  | 魔力           | Skinwalkers            | 1986年 | 1990年        | 大庭忠男   | ミステリアス・プレス文庫                                              |
| 8  | 時を盗む者     | A Thief of Time        | 1988年 | 1990年        | 大庭忠男   | ミステリアス・プレス文庫                                              |
| 9  | 話す神         | Talking God            | 1989年 | 1992年        | 大庭忠男   | ミステリアス・プレス文庫                                              |
| 10 | コヨーテは待つ | Coyote Waits           | 1990年 | 1993年        | 大庭忠男   | ミステリアス・プレス文庫                                              |
| 11 | 聖なる道化師   | Sacred Clowns          | 1993年 | 1994年        | 大庭忠男   | ミステリアス・プレス文庫                                              |
| 12 | 転落者         | The Fallen Man         | 1996年 | 1998年        | 津森優子   | DHC                                                                   |
| 13 |                | The First Eagle        | 1998年 |               |            |                                                                       |
| 14 |                | Hunting Badger         | 1999年 |               |            |                                                                       |
| 15 |                | The Wailing Wind       | 2002年 |               |            |                                                                       |
| 16 |                | The Sinister Pig       | 2003年 |               |            |                                                                       |
| 17 |                | Skeleton Man           | 2004年 |               |            |                                                                       |
| 18 |                | The Shape Shifter      | 2006年 |               |            |                                                                       |

### その他
- The Fly on the Wall (1971)
- Finding Moon (1995)
- The Boy Who Made Dragonfly (1972) - 児童向けの作品
- Buster Mesquite's Cowboy Band (1973) - 児童向けの作品

### その他（回顧録・ノンフィクション・アンソロジー）
- Seldom Disappointed: A Memoir (2001)
- The Great Taos Bank Robbery (1973)
- The Spell of New Mexico (1976)
- Indian Country (1987)
- Talking Mysteries (1991) - アーニー・ビュロウ共著
- The Tony Hillerman Companion: A Comprehensive Guide to His Life and Work (1994) - マーティン・グリーンバーグ共著
- The Oxford book of American Detective Stories (1996)
- Canyon De Chelly (1998)
- Best American Mysteries of the Century (2000)
- Best of the Western anthology of classic writing from the America West (1991)
- New Omnibus of Crime (2005)
- The Mysterious West (1995)

## 受賞・ノミネート歴
- 1971年：『祟り』でエドガー賞 処女長編賞ノミネート
- 1972年："The Fly on the Wall" でエドガー賞 長編賞ノミネート
- 1974年：『死者の舞踏場』でエドガー賞 長編賞受賞[6]
- 1979年："Listening Woman" でエドガー賞 長編賞ノミネート[6]
- 1988年：『魔力』でアンソニー賞長編賞受賞[7]
- 1989年：『時を盗む者』でマカヴィティ賞長編賞受賞[8]、エドガー賞 長編賞ノミネート[6]、アンソニー賞長編賞ノミネート[7]
- 1991年：『コヨーテは待つ』でネロ・ウルフ賞受賞、アメリカ探偵作家クラブより巨匠賞受賞
- 1992年："Talking Mysteries" でマカヴィティ賞評伝部門受賞[8]、エドガー賞評伝部門ノミネート[9]、アンソニー賞ノンフィクション賞ノミネート[7]
- 1993年：スウェーデン推理作家アカデミー賞グランドマスター賞受賞
- 1994年：『聖なる道化師』でアンソニー賞ノミネート、バウチャーコンにて功労賞受賞
- 1995年："The Mysterious West" でアンソニー賞アンソロジー/短編集部門受賞[7]
- 2002年："Seldom Disappointed" でアンソニー賞評論/ノンフィクション賞受賞[7]、マカヴィティ賞評伝部門ノミネート[8]、アガサ賞生涯功労賞受賞

## 映画化
- ダーク・ウィンド 砂漠の刑事ジム・チー/黒い風 The Dark Wind (1991)
- Skinwalkers (2002)
- Coyote Waits (2003)
- A Thief of Time (2004)
- Skinning the Night: American Mystery (DVD)